# Cataforă
În lingvistică, termenul cu forma românească cataforă a fost format de către lingvistul german K. Bühler, din elementele grecești vechi κατά (katá) „în jos” și φέρω (féro) „(eu) duc”, rezultând cuvântul καταφορά (kataforá), prin analogie cu termenul ἀναφορά (anaforá) „anaforă”. Catafora este un fenomen sintactico-semantic ce constă în anticiparea, printr-un element de limbă cu statut de substitut, a unei entități lingvistice (cuvânt, grup de cuvinte, propoziție, frază) exprimate ulterior, ex. El o știa de mult: boala lui era avansată. Entitatea anticipată, numită subsecvent, reprezintă o entitate extralingvistică numită referent, iar substitutul, numit element cataforic, reprezintă la rândul său subsecventul, deci de regulă indirect referentul. Referința cataforică este un mijloc de a marca identitatea, numită coreferință, dintre ceea ce se exprimă și ceea urmează a fi exprimat. Elementul κατά (katá) „în jos” este motivat de scrierea în Antichitate pe suluri, referindu-se la poziția entității anticipate.
Catafora se opune altor două fenomene de referire. Unul este tot foric, anume anafora, fenomen mai frecvent, care se deosebește de cataforă prin faptul că este o reluare, adică referire la ceva ce a fost exprimat, ex. Am văzut un film dur; acesta m-a impresionat puternic. Celălalt este deixisul, referirea directă, în situația de comunicare, la un element din contextul extralingvistic, ex. Dă-mi-l pe acesta!, spus arătând un obiect cerut.

## Natura elementelor cataforice și a subsecventelor lor
Elementele cataforice sunt în general cuvinte aparținând mai multor părți de vorbire. Ele pot fi și anaforice sau deictice. Cazurile lor de folosire pot fi diferite în funcție de limba dată. Subsecventele cataforicelor sunt cel mai adesea substantive, dar pot fi și alte părți de vorbire, cu diverse funcții sintactice, precum grupuri de cuvinte, propoziții, fraze sau entități și mai mari.

### Pronume și adjective pronominale
Pronumele în general sunt forice sau deictice prin natura lor, dat fiind că înlocuiesc, reprezintă alte entități.

#### Pronume personale și refexive
În limba română, în cadrul propoziției sunt cazuri de anticipare facultativă, din ce în ce mai frecventă în limba actuală, prin pronume personal conjunct (clitic), adică de formă neaccentuată, a complementului direct și a celui indirect numit de atribuire (în cazul dativ) exprimat prin alt cuvânt, de exemplu:
Ion l-a învins pe Cornel la trântă;
Vasile îi scrie Mariei.
În limba franceză sunt de asemenea astfel de pronume personale, care se folosesc obligatoriu, uneori drept cataforice, când se scoate în evidență o parte de propoziție, eventual schimbându-se în același timp topica obișnuită a propoziției. Astfel se poate anticipa:
- subiectul: Marie a offert ce livre à Pierre „Marie i-a oferit cartea asta lui Pierre” → Elle a offert, Marie, ce livre à Pierre „I-a oferit Maria cartea asta lui Pierre” (subînțeles „nu i-a vândut-o”);
- complementul direct determinat în mod hotărât: À qui vont-ils donner le prix Nobel ? → Ils vont le donner à qui, le prix Nobel ? „Cui o să-i dea premiul Nobel?”;
- complementul direct determinat în mod nehotărât: J’ai écrit une lettre → J’en ai écrit, une lettre „Am scris o scrisoare”[12];
- complementul indirect de atribuire: Je parle très peu à mon père → Je lui parle très peu, à mon père „Vorbesc foarte puțin cu tatăl meu” (literal „Eu îi vorbesc … tatălui meu”);
- un complement circumstanțial de loc: Je vais souvent à Paris → J’y vais souvent, à Paris „Merg deseori la Paris”[12].

Un pronume personal sau reflexiv anaforic dintr-o sintagmă infinitivală sau o propoziție subordonată reia deseori o parte de propoziție din partea propoziției dinaintea sa, respectiv din propoziția principală dinaintea sa, în care se află verbul lor regent. Dacă entitatea subordonată este deplasată spre stânga pentru a fi scoasă în evidență, anaforicul devine cataforic. Exemple:
ro  Pentru a-și spăla mașina, Ion a cumpărat un furtun;
fr  Pour se déplacer sur le lac, ils utilisaient des patins „Pentru a se deplasa pe lac, (ei) foloseau patine”;
en  Before she said anything, Caroline thought about it a long time „Înainte de a spune ceva, Caroline s-a gândit mult timp” (lit. „Înainte ea a spus orice, …”).
În unele limbi, ca româna sau franceza, pronumele personal clitic cu valoare neutră poate anticipa o propoziție întreagă:
ro  forma de feminin singular a pronumelui: El o știa de mult: boala lui era avansată;
fr  forma de masculin singular a pronumelui: [...] comme je l’ai dit ici et redit, à peine la « volonté » s’en mêle, ce « vouloir-être-sincère-avec-soi » est un principe inévitable de falsification „[...] cum am mai spus-o aici, abia intervine «voința», acest «a-vrea-să-fii-sincer-cu-sine» este un principiu inevitabil de falsificare” (Paul Valéry).
Pronumele personale cu funcție de subiect anticipă numele predicativ exprimat prin substantiv, care identifică subiectul. Aceste pronume sunt și anaforice în același timp, când reiau un substantiv din propoziția precedentă. În limbi preponderent analitice, ca franceza sau engleza, subiectul trebuie aproape totdeauna exprimat prin pronume dacă nu este exprimat prin substantiv, deoarece desinențele verbului nu indică persoana în mod suficient. În schimb, în limbi mai puțin analitice, precum româna, sau sintetice, ca BCMS ori maghiara, în care aceste desinențe sunt suficiente, rolul de subiect al pronumelui poate fi îndeplinit de acestea. Exemple:
ro  Ei sunt turiști;
fr  Mes grands-parents ? Ils étaient commerçants „Bunicii mei? Erau comercianți”;
en  He's an Englishman „(El) este un englez”;
hu  […] te vagy az éjjel asztalán a bor „[…] tu ești pe masa nopții vinul” (Dezső Kosztolányi);
BCMS Bez junaka se ne može, oni su gruda koja za sobom vuče usov „Fără eroi nimic nu este posibil; ei sunt bulgărele care antrenează avalanșa”.

#### Demonstrative
Pronumele și adjectivele demonstrative sunt de asemenea deseori cataforice. Exemple:
fr  Elle prononça ce mot, si vulgaire : « Que vous êtes joli, mon amour ! » „(Ea) rosti acest cuvânt, atât de vulgar: «Ce drăguț ești, iubirea mea!»” (Maurice Barrès);
Dites ceci de ma part à votre ami : qu’il se tienne tranquille „Spuneți-i aceasta prietenului dumneavoastră: să stea cuminte”;
en  I said this: … „Asta am spus: …”;
BCMS Śetite se onoga: svaki početak je težak „Amintiți-vă de aceasta: orice început e greu”.
În limba maghiară este foarte frecventă anticiparea cu pronume demonstrativ a propozițiilor subordonate, ex. Azt mondtam neki, hogy vigye le a szemetet „I-am spus să ducă jos gunoiul” (lit. „Aceea i-am spus, să…”).
Și demonstrativele pot fi anaforice și cataforice în același timp, reluând o sintagmă sau o propoziție și anticipând ca subiect numele predicativ exprimat prin substantiv:
fr  Il ne faut pas uniquement intégrer. Il faut aussi désintégrer. C’est ça la vie „Nu trebuie numai să integrezi. Trebuie și să dezintegrezi. Asta e viața” (Eugen Ionescu);
en  I simply haven't got the money. This is / That's the problem „Pur și simplu nu am banii (necesari). Asta e problema”.

#### Posesive
Adjectivele posesive, care sunt anaforice în propoziția cu topică obișnuită pentru subiectul fie exprimat, fie inclus, devin de asemenea cataforice dacă topica este inversată:
ro  Prin natura sa, ea era o persoană veselă;
fr  Pour le mariage de ma soeur, j’ai essayé plusieurs chapeaux „Pentru căsătoria surorii mele, am încercat mai multe pălării”;
BCMS Sa svojim sinom okopavao je lijehu iza kuće „Împreună cu fiul său, săpa stratul din spatele casei”;
Maghiara este o limbă în care nu sunt adjective posesive, dar le corespund sufixe posesive. Dacă se folosește o desinență cazuală, care este unul dintre morfemele corespunzătoare unor prepoziții din limbi ca româna, sufixul posesiv este plasat înaintea desinenței, ex. Barátjával sétál „Cu prietenul său se plimbă” (literal „Prieten-său-cu …”).

#### Pronume relative
Pronumele relative sunt în general anaforice și devin în același timp, în funcția de subiect, cataforice pentru numele predicativ exprimat prin substantiv:
ro  Micuțul Dan, care e vecin de bloc, are 7 ani;
fr  Elle n’aimait pas les hommes qui sont des brutes „Nu-i plăceau bărbații care sunt brute”;
hu  Ez az a hely, ami a kedvencünk volt „Acesta e locul care era preferatul nostru”;
BCMS Ja sam sin roditelja koji su bili prikazivači atrakcija „Eu sunt fiul unor părinți care erau prezentatori de atracții”.

#### Pronume nehotărâte
Unele pronume nehotărâte pot fi de asemenea cataforice:
ro  Unul dintre cei mai importanți fotbaliști români este Gheorghe Petrescu;
fr  Chacun de vous est-il content ? „Fiecare dintre voi e mulțumit?”;
en  All of these fish are mine „Toți peștii ăștia sunt ai mei” (lit. „Toți dintre acești pești …”);
hu  A gyűlésen mindenki ott volt, a falu színe-java „Toți au fost prezenți la adunare, oamenii de vază din sat”;
BCMS Jedan od lovaca izgubio se u šumi „Unul dintre vânători s-a rătăcit în pădure”.

#### Pronume, adjective și adverbe interogative
Pronumele, adjectivele și adverbele interogative sunt cataforice prin faptul că anticipă parțial natura a ceea vizează în răspunsul la întrebare. Exemple:
ro  – Cine a protestat? – Ele;
fr  – Pour quelle entreprise travaille votre frère ? – Pour la société Legrain „– Pentru care societate lucrează fratele dumneavoastră? – Pentru compania Legrain;
en  – What do you want for lunch? – Oh, anything „– Ce vrei la prânz? – Orice”;
hu   – Hol van a táskám? – Itt van az asztal alatt „– Unde mi-e geanta? – E aici, sub masă”;
BCMS – Kako vam je ovde? – Lepo nam je „– Cum vă e aici? – Ne este bine”.

### Adverbe
Exemple de adverbe cataforice, în afară de cele interogative, sunt:
ro  Acolo aș vrea să plec: în Grecia;
fr  Voilà comment les choses se passent : le pays limitrophe s’avance jusque sur les bords de la frontière [...] „Uite cum se întâmplă lucrurile: țara vecină înaintează până la graniță […]” (Marcel Aymé);
en  Here is the 9 o’clock news „Iată știrile de la ora 9”;
hu  Felállt, és így szólt hozzánk: „Kedves barátaim!” „S-a ridicat și ni s-a adresat astfel: «Dragi prieteni!»”;
BCMS Bilo je to ovako: on je prvo udario Petra, a onda su svi navalili na nj „A fost așa: mai întâi el l-a lovit pe Petar, și atunci toți s-au năpustit la el”.

### Alte entități cataforice
Tot cataforice sunt și unele substantive și adjective cu sens lexical specific pentru această calitate:
ro  Se știe un lucru: că întârzie;
fr  Considérons la phrase suivante: … „Să observăm următoarea frază: …”;
en  I said the following: … „Am spus următorul lucru / următoarele: …”;
hu  Kérem az alábbiak szíves tudomásulvételét: … „Rog a se lua la cunoștință cele de mai jos: …”;
BCMS Kandidat za mjesto rektora mora ispunjavati sljedeće uslove: … „Candidatul la postul de rector trebuie să îndeplinească următoarele condiții: …”.
Unii autori consideră că și o întrebare în întregul ei este cataforică. De pildă o întrebare totală anticipă de obicei răspunsul „da”, „nu”, „ba da”, ori un echivalent al acestora. Unele întrebări totale cuprind un grup de cuvinte sau o particulă specifică:
ro  – Vii? – Nu;
fr  – (Est-ce que) tu connais la Corse ? – Oui, c’est vraiment magnifique ! „– Cunoști Corsica? – Da, e într-adevăr minunată!”;
en  – Do you sell rail tickets? – Certainly „– Vindeți bilete de tren? – Sigur”;
hu  – Megérkezett(-e) Anikó? – Igen „– A sosit Anikó? – Da”;
BCMS – Spavaju li deca? / Da li deca spavaju? – Ne „– Dorm copiii? – Nu”.

## Rolurile cataforicelor

### Roluri pragmatice
Unul din rolurile pragmatice ale cataforicelor este de a contribui la scoaterea în evidență a unei părți de propoziție, ex. fr  Marie a offert ce livre à Pierre „Maria i-a oferit cartea asta lui Pierre” → Elle a offert, Marie, ce livre à Pierre „I-a oferit Maria cartea asta lui Pierre”.
Altul este de a atrage atenția asupra a ceea ce se va comunica, ex. Se știe un lucru: că întârzie.
Cataforice se folosesc la nivelul propoziției (Vasile îi scrie Mariei), la nivelul frazei (Pentru a-și spăla mașina, Ion a cumpărat un furtun), dar fac legături și între propoziții independente: ex. en  I simply haven't got the money. That's the problem „Pur și simplu nu am banii (necesari). Asta e problema”. Prin aceasta, rolul lor trece de la nivelul frazei la cel al discursului (textului), contribuind la coerența și la coeziunea sa.

### Roluri sintactice
Majoritatea cataforicelor au funcții sintactice, adică sunt părți de propoziție:
- subiect: en  Before she said anything, Caroline thought about it a long time „Înainte de a spune ceva, Caroline s-a gândit mult timp”[14];
- complement direct: en  I said this: … „Asta am spus: …”[4];
- complement indirect: BCMS Śetite se onoga: svaki početak je težak „Amintiți-vă de aceasta: orice început e greu”[24];
- complement circumstanțial: hu  Felállt, és így szólt hozzánk: „Kedves barátaim!” „S-a ridicat și ni s-a adresat astfel: «Dragi prieteni!»”[48];
- atribut: fr  Elle prononça ce mot, si vulgaire : … „(Ea) rosti acest cuvânt, atât de vulgar: ...[22].

În frază, pronumele relative au și rolul sintactic de a lega o propoziție subordonată de regenta lor, pe lângă faptul că au și funcție sintactică în subordonată: fr  Ce contrôleur, qui est un abruti, n’a pas voulu me croire „Controlorul ăla, care e un tâmpit, n-a vrut să mă creadă”.
Tot în propoziție pot exista cataforice cu rol sintactic care nu se analizează ca părți de propoziție. Astfel sunt pronumele personale care dublează diverse părți de propoziție exprimate prin substantive, ex. Ion l-a învins pe Cornel la trântă.